# Porzeczka czerwona

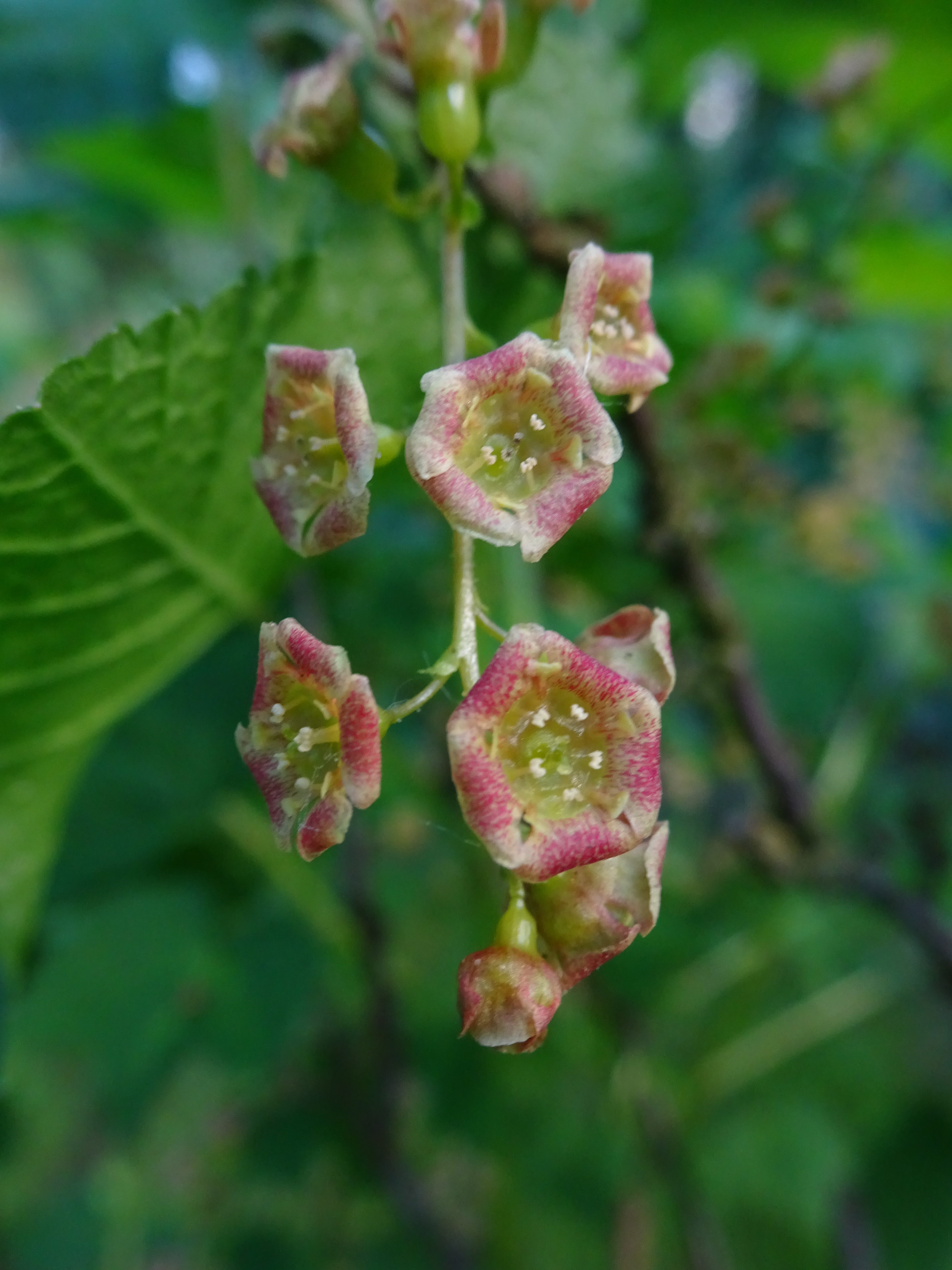
Kwiaty

Porzeczka czerwona, porzeczka dzika (Ribes spicatum Robson) – gatunek krzewu należący do rodziny agrestowatych (Grossulariaceae). Występuje w stanie dzikim w Europie i na Syberii. W Polsce pospolita z wyjątkiem Karpat, gdzie jest rzadka.

## Morfologia
PokrójKrzew o wysokości do około 2 metrów.
LiścieUłożone skrętolegle, z nasadą sercowatą i piłkowano-ząbkowatymi klapami w liczbie od 3 do 5. Miękko owłosione od spodu. Blaszka równa długości ogonka.
KwiatyZielonkawożółte, o średnicy 6–8 mm, obupłciowe, zebrane w grona, promieniste. Dno kwiatowe wypukłe bez pierścieniowatego krążka. Płatki drobne, pylniki pręcików stykają się ze sobą.
OwoceCzerwone kuliste jagody o średnicy od 5 do 10 mm. Jadalne.

## Biologia i ekologia
- Roślina wieloletnia, nanofanerofit, kwitnie od kwietnia do maja.
- Siedlisko: rośnie na glebach wilgotnych, żyznych, o odczynie obojętnym, w półcieniu. Spotykana w lasach łęgowych.

## Wartość odżywcza
Porzeczki są bogatym źródłem potasu, witaminy C oraz żelaza. Ponadto zawierają nieco β-karotenu (0,024 mg na 100 g), dużo kwasu asparaginowego (173 mg na 100 g), glutaminowego (287 mg na 100 g) oraz argininy (99 mg na 100 g).

## Choroby
- wirusowe: otaśmienie nerwów agrestu, rewersja czarnej porzeczki, rozjaśnienie nerwów czarnej porzeczki, zielona cętkowana plamistość czarnej porzeczki
- wywołane przez lęgniowce i grzyby: antraknoza liści porzeczek, biała plamistość liści porzeczek, gruzełek cynobrowy, huba porzeczki, opieńka miodowa, pierścieniowa zgnilizna podstawy pędu porzeczki, rdza porzeczki, rdza wejmutkowo-porzeczkowa[6].